# Диоксоний
Диоксоний (Dioxonium). 1,2-Бис- (4-пирролидинометил-1', 3'-диоксоланил-2)-этана дийодметилат.

## Общая информация
Является миорелаксантом смешанного типа действия. Сначала вызывает фазу деполяризации, а затем действует как антидеполяризующий миорелаксант.
Во второй фазе прозерин ослабляет действие диоксония.
При наркозе эфиром и фторотаном действие, диоксония усиливается.
Применяют для расслабления мускулатуры и выключения спонтанного дыхания как самостоятельно, так и после предварительного введения дитилина.
Вводят внутривенно. После предварительного введения дитилина применяют диоксоний в дозе 0,03—0,04 мг/кг, а при самостоятельном применении для интубации вводят диоксоний в дозе 0,04—0,05 мг/кг. Мышечное расслабление наступает через 1,5—3 мин и продолжается обычно 20—40 мин. При необходимости удлинения эффекта вводят дополнительно 1/2—1/3 первоначальной дозы.
Признаки кураризации могут быть устранены (к концу операции) прозерином (2—4 мг) после предварительного введения атропина.
Применяют диоксоний только при наличии условий для проведения искусственной вентиляции лёгких.
Препарат следует применять с осторожностью при миастении. В отдельных случаях препарат может вызывать длительную мышечную релаксацию.
Широкого применения диоксоний не имеет.

## Физические свойства
Желтоватый мелкокристаллический порошок. Очень легко растворим в воде, трудно — в спирте. Водные растворы при стерилизации не меняются.

## Форма выпуска
Форма выпуска: 0,1 % раствор в ампулах по 5 мл (5 мг в ампуле).